# Fort Kalamata

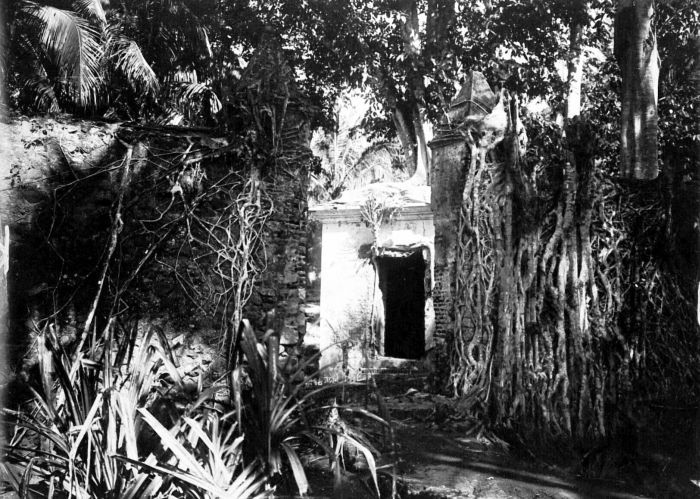
Kruithuisje van Fort Kalamata

Fort Kalamata, in het Indonesisch Benteng Kalamata, was een van oorsprong Portugees fort, uit 1540 op het Molukse eiland Ternate, dat later door de Vereenigde Oostindische Compagnie (VOC) werd herbouwd. 

## Beschrijving
Het fort stond plaatselijk bekend als Benteng Kayu Merah (roodhouten fort) en werd in 1540 in opdracht van Antonio Pigaveta door de Portugezen gebouwd om ondersteuning te bieden tijdens de pogingen om de kruidnagelhandel te monopoliseren en de invloed in het gebied uit te breiden. Nadat de Portugezen Ternate in 1575 verlieten, bezetten de Spanjaarden het fort en gebruikten het als handelspost. 
In 1609 nam de VOC het fort over en vonden herstelwerkzaamheden plaats onder leiding van Pieter Both. Het fort werd nu gebruikt als bastion. In 1625 probeerde de VOC-gouverneur enige herstelwerkzaamheden aan het fort te verrichten en niet lang daarna, in 1627, werd het verlaten en tot 1663 weer bezet door de Spanjaarden. Het fort werd nu gebruikt als handelspost en als opslagplaats voor munitie.
In 1799 werd het fort in functie hersteld door de officier Lutzow. Het werd in 1801 aan de Engelsen overgedragen en kwam daarna weer in Nederlandse handen tot 1810. Na de Engelse bezetting ging het weer in Nederlandse handen over. Het fort staat op de zuidoosthoek van het eiland Ternate, ongeveer een kilometer ten zuiden van Bastiong en is opengesteld voor publiek.